# باشگاه سافاری
باشگاه سافاری یا کلوپ سافاری (Safari Club) یک اتحاد مخفی از سرویس‌های اطلاعاتی بود که در سال ۱۹۷۶ تشکیل شد و در زمانی که کنگرۀ ایالات متحده قدرت سیا را پس از سال‌ها سوء استفاده محدود کرده بود و زمانی که پرتغال در حال از بین بردن امپراتوری استعماری خود در آفریقا بود، عملیات‌های مخفی را در سراسر آفریقا انجام می‌داد. اعضای رسمی آن ایران (قبل از انقلاب)، مصر، عربستان سعودی، مراکش و فرانسه بودند. این گروه ارتباط غیررسمی با ایالات متحده، آفریقای جنوبی، رودزیا و اسرائیل داشت. این گروه در پاسخ به تهاجم آنگولا، مداخله نظامی موفقی را در زئیر انجام داد. همچنین در طول جنگ اوگادن به سومالی تسلیحات ارائه کرد. این گروه دیپلماسی مخفی ضد کمونیستی را در آفریقا سازماندهی می‌کرد و به عنوان آغازکنندۀ روند منتج به پیمان صلح اسرائیل و مصر در سال ۱۹۷۹ شناخته شده است.

## سازمان
الکساندر دومارانش رئیس سابق سازمان اطلاعات و امنیت فرانسه، این پیمان را با ارسال پیام‌هایی به چهار کشور دیگر و نیز به الجزایر تازه‌‌استقلال‌یافته که از مشارکت خودداری کرد، آغاز کرد.
منشور اولیه در سال ۱۹۷۶ توسط رهبران و مدیران اطلاعاتی از پنج کشور امضا شد:
- فرانسه – الکساندر دومارانش، رئیس SDECE
- عربستان سعودی – کمال ادهم، رئیس ریاست دستگاه اطلاعاتی عمومی
- مصر – ژنرال کمال حسن علی، مدیر مخابرات
- مراکش - ژنرال احمد دلیمی، مدیر DGED
- ایران – ارتشبد نعمت‌الله نصیری، رئیس ساواک

این منشور اینگونه آغاز می‌شد: «رویدادهای اخیر در آنگولا و سایر بخش‌های آفریقا نقش این قاره را به‌عنوان جبهه‌ای برای جنگ‌های انقلابی که توسط اتحاد جماهیر شوروی هدایت و رهبری می‌شود، نشان داده است که از افراد یا سازمان‌هایی که با ایدئولوژی مارکسیستی همدلی دارند یا تحت کنترل آن هستند، استفاده می‌کند.»
بنابراین هدف این گروه مخالفت با نفوذ شوروی از طریق حمایت از ضد کمونیست‌ها بود. منشور همچنین می گوید که این گروه قصد دارد "به لحاظ مفهومی، جهانی" باشد. شکل گیری آن به منافع درهم‌تنیدۀ کشورهای درگیر (که قبلاً تا حدی با هم همکاری می‌کردند) نسبت داده شده است. در کنار پیگیری ایدئولوژیک ضد کمونیسم جهانی، این‌ها شامل اهداف ملموس‌تر استراتژی نظامی و منافع اقتصادی می‌شد. به عنوان مثال می توان به عملیات معدنکاری بین المللی و سرمایه گذاری در شرکت توسعه ترانسوال رژیم آپارتاید آفریقای جنوبی اشاره کرد.